# Ашоцкий район
Ашоцкий район — административно-территориальная единица в составе Армянской ССР и Армении, существовавшая в 1937—1995 годах (название до 1990 года — Гукасянский район). Центр — Ашоцк (название с 1956 по 1990 гг — Гукасян).

## История
Гукасянский район был выделен из Амасийского района в 1937 году.
В 1990 году Гукасянский район был переименован в Ашоцкий район.
Упразднён в 1995 году при переходе Армении на новое административно-территориальное деление, став частью Ширакской области.

## География
На 1 января 1948 года территория района составляла 562 км².

## Административное деление
По состоянию на 1948 год район включал 17 сельсоветов: Бавринский, Вардахпюрский, Гукасянский, Дзорашенский, Зуйгахпюрский, Иллинский, Казанчинский, Красарский, Мец-Сепасарский, Мусаелянский, Палутлинский, Покр-Сариарский, Сарагюхский, Сарапатский, Торосгюхский, Цахкашенский, Цохамаргский.